# 轮 (板球)
在板球运动中， 一轮是连续投6个球的回合。一轮通常由一个投球手投球。不过， 在投球手受伤，不能完成一轮的情况下， 则由同组队员来完成。
一轮必须包含规定的6个投球，偏球 和 坏球 不算做6个记分球。捕手队的队长决定哪个投球手将在此轮中投球(服从于限制规定-任何投球手都不能连续投两轮) 。
在每轮结束时，换发投球，因此从球道的另一端，新投球手向击球手逼近。一般说来， 队长将指定两名投球手在球道的另一端交替轮回地投球， 直到一个投球手投累了或投球效率变低时， 队长将会让另一个投球手来代替。投球手作为投球方之一，投球期间叫做一段。
在有轮数限制的比赛中，例如单日板球赛和20轮的比赛， 投球手只能投有限的轮回。大体的规则就是说每个投球手不能投超过每局所分配轮数的20%。这样，在50轮的比赛中，每个投球手最多能投10轮。类似地， 在 20轮的比赛 中，一个投球手最多能投 4 轮， 投球轮回的总数决定比赛的长度（每局通常40轮或50轮，每局在20轮的比赛仅仅是20轮）。在锦标赛和郡级赛中， 球队要求每天至少投最低数量轮数的比赛，以防止比赛被缓慢轮数比率弄糟。慢于要求的比率的队长和球队经常受到处罚。惩罚的方式通常是减少比赛的费用或禁止其继续进行比赛。 
未得分的投球轮就是没有获得跑分的轮。触身得分和无接触得分不算做未得分的轮。未得分的三柱門就是未获得跑分也没有击中三柱門。尽管很少发生， 但两个或三个未得分的三柱門也可能得分。

## 在投球轮中的比赛战术的考虑
在接球方比赛战术的计划中，轮是最基本的考虑因素。在投球手必须把球递给另一个投球手以前， 既然一个投球手只能投6个球， 他特别计划要用这6个球建立一种比赛的方式， 以此设计使击球手出局。例如，他必须用同样的线路，长度或旋转投前几个球。他打算通过提供相对来说很容易击打的球来诱惑击球手进入得分跑。如果击球手上了当，紧接着，投球手就用各式各样的别有用心的设计 误击三柱门， 或打算用一个球来导致野心勃勃想得跑分的击球手犯错误，而被接杀。后种投球方式以上当球为人所知。
如果球员以非常慢的比率进行投球的轮，板球当局也会给该队队长强加处罚， 例如罚金，失去比赛的得分，以及取缔其比赛资格。结果， 如果一个队进行缓慢， 某些队长将会选择使用慢速/旋转投球手。这样的投球手有短的得分跑，因此他们能完成他们的投球轮更快些。通常这意味着通过选择雇佣较低技能的投球手的下等策略来避免惩罚， 例如与被禁赛和失去赛分相比，这被认为是更好的主意。

## 在击球中的比赛战术的考虑
如果两个击球手不相似，比赛战术的考虑可能影响他们的比赛。如果一个击球手比另一个更强壮，他们可能试图策划得分，以此使较强壮的击球手面对更频繁的投球。可能采取较强壮的击球手尽量在一轮的前几个球中得 偶数分 并且在最后的投球中得 奇数分 的形式 ； 较弱的击球手将试图逆向传球，而投球手将尽力地瓦解这种形式。
如果一个击球手是右撇子，另一个击球手是左撇子，他们可能尽量地得奇数分来瓦解投球的方式，并且通过频繁的换位置而使外野手疲倦。

## 在锦标赛历史上每轮的投球数量
当今，板球锦标赛(自从1979/80年以来)在全世界以每轮6个球进行比赛。然而，在板球锦标赛刚开始时是每轮4个球，直到1979/80年为止，全世界每轮的投球数量都不同。每局相同数量的投球数大体上是和那个国家其他的 一级板球赛 的规定是同时生效的。
每轮的球数
在 英国
- 1880至1888     4
- 1889至1899     5
- 1900至1938     6
- 1939至1945     8 (但"勝利"系列對抗賽並沒有採用)[4]
- 1946至1888     6

在 澳大利亚
- 1876/77 至 1887/88:4
- 1891/92 至 1920/21:6
- 1924/25:8
- 1928/29 至 1932/33:6
- 1936/37 至 1978/79:8
- 1980至1888     6

在 南非
- 1891/92 至 1898/99:5
- 1902/03 至 1935/36:6
- 1938/39 至 1957/58:8
- 62至1888     6

在 新西兰
- 1929/30 至 1967/68:6
- 1968/69 至 1978/79:8
- 80至1888      6

在 巴基斯坦
- 1954/55 至 1972/73:6
- 1974/75 至 1977/78:8
- 79至1888     6

在印度，西印度， 斯里兰卡， 津巴布韦， 巴格达 和 阿拉伯联合酋长国 (地点， 不是主持) 所有的锦标赛都是以6个球的轮进行的。